# Уборки (Минск)
Уборки — историческое название района Минска, расположенного к югу от железнодорожного вокзала приблизительно в границах современных улиц Московской, Толстого и Могилёвской. Начал застраиваться в семидесятые годы XIX века в связи со строительством железной дороги. Дома строились на окраине существовавшей тогда Неморшанской рощи; предполагается, что отсюда и произошёл топоним (Уборки — «у бора»).
В настоящее время большинство деревянных домов снесено, однако остались отдельные здания, построенные в XIX — начале XX вв.